# John George Woodford
Sir John George Woodford, KCB, KCH (* 28. Februar 1785 in Chatam; † 22. März 1879 in Derwent Bay,  Keswick, Cumbria) war ein britischer Offizier und als solcher Teilnehmer an der Schlacht bei Waterloo. Er gilt als der erste „Schlachtfeldarchäologe“.

## Leben
John George Woodford wurde als jüngster Sohn von Colonel John Woodford und dessen zweiter Ehefrau Susan Fane, Countess of Westmorland, geboren. Sein älterer Bruder war der spätere Feldmarschall Sir Alexander George Woodford, GCB, KCMG (* 15. Juni 1782 in London; † 26. August 1870, ebd.). Darüber hinaus hatte er drei Halbschwestern: Susan Drummond, Elizabeth Lowther und Lady Mary Fludyer.
Woodford nahm als Lt.-Col. der 1st Foot Guards an der Schlacht  bei Waterloo teil, wobei er als Extra-Aide-de-camp des Duke of Wellington fungierte. Nach Ende des Feldzuges blieb er bis ca. 1818 als Kommandeur der britischen Besatzungsarmee in Nordfrankreich stationiert.
Bei seinem Tod im Alter von 94 Jahren, war Woodford der letzte britische Offizier, der an der Schlacht bei Waterloo teilgenommen hatte.

### Untersuchung des Schlachtfeldes von Azincourt
Während dieser Zeit besuchte er zusammen mit einer Gruppe von etwa 60 weiteren Personen das nordwestfranzösische Dorf Azincourt, wo am 25. Oktober 1415 die legendäre Schlacht von Azincourt zwischen den Truppen Heinrich V. auf englischer und denen Karl VI. auf französischer Seite stattgefunden hatte. Woodford suchte nach dem Schlachtfeld und nach Spuren des Geschehens. Er nahm Ausgrabungen vor und fand neben Massengräbern, Artefakte wie Pfeilspitzen, Goldmünzen und Ringe, die er alle dokumentierte. In einem Tagebuch und in zahlreichen Briefen an seinen Bruder Alexander hielt er seine Eindrücke und Funde fest. Das Tagebuch wurde zusammen mit einigen Artefakten 1876 beim Brand des so genannten „Pantechnicon“ in London zerstört, lediglich Briefe mit Zeichnungen an seinen Bruder sind heute noch im Nachlass des englischen Politikers und Sammlers Roger Newdigate (1719–1806) erhalten. Wo genau Woodford grub und wo vor allem er die Massengräber fand, ist heute unbekannt.
Woodford kartierte das Gelände, das er für das Schlachtfeld hielt. Diese Karte ist noch heute erhalten. Darüber hinaus veranlasste er, dass die gefundenen menschlichen Überreste auf dem Kirchhof an einer der Außenmauern der Ortskirche Saint-Nicolas beigesetzt wurden.